# الحكومة المؤقتة للجمهورية الإسبانية الثانية

علم الجمهورية الإسبانية الثانية.

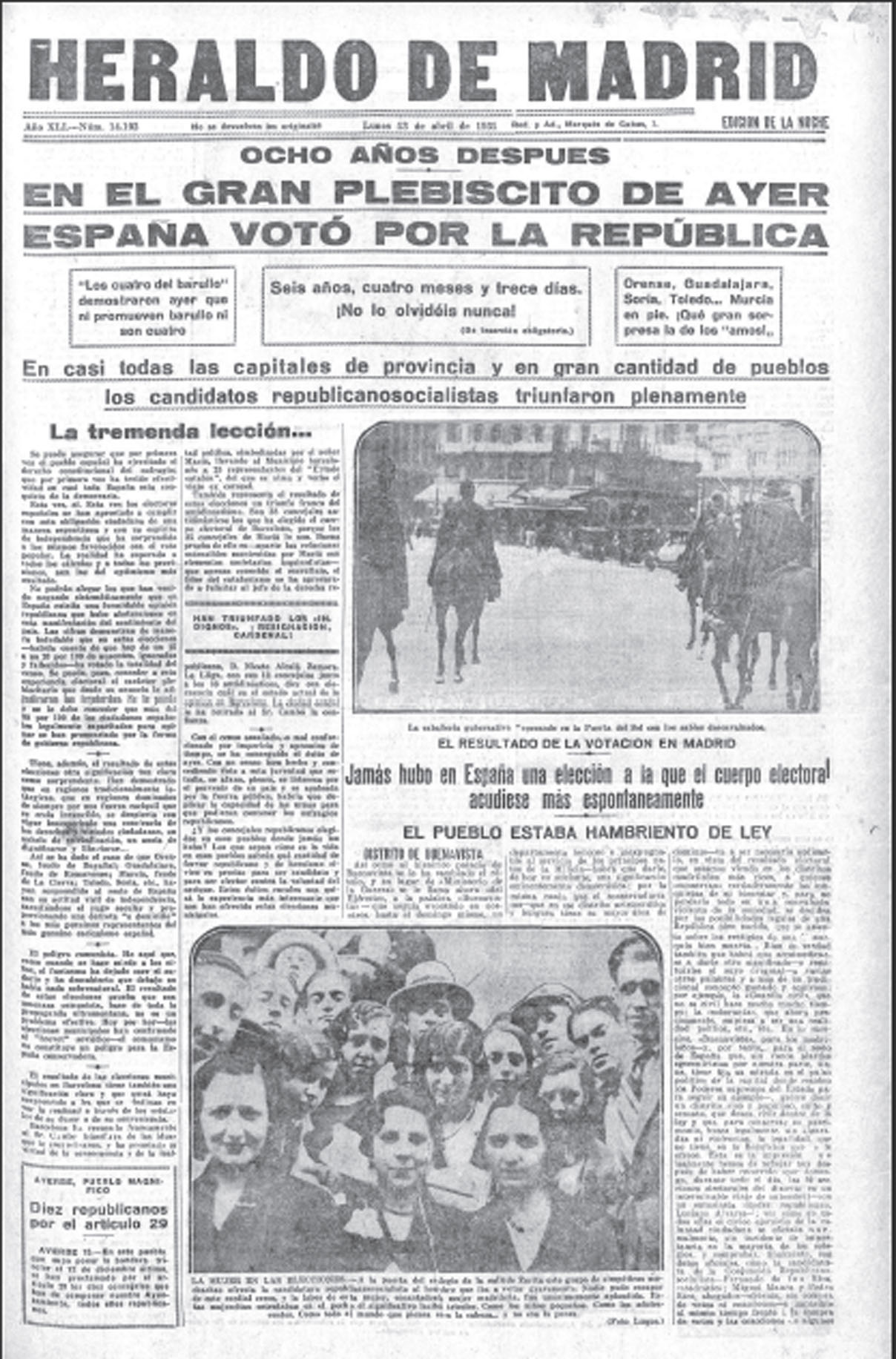
غلاف صحيفة يوم 13 أبريل 1931.

الحكومة المؤقتة للجمهورية الإسبانية الثانية هي الحكومة التي تولت السلطة السياسية في إسبانيا بعد سقوط الملك ألفونسو الثالث عشر وإعلان الجمهورية في 14 أبريل 1931 حتى الموافقة على دستور 1931 في 9 ديسمبر 1931. وتشكيل أول حكومة عادية في 15 ديسمبر، واستمرت حتى 15 أكتوبر 1931، حيث ترأسها نيسيتو ألكالا زامورا، وبعد استقالته بسبب الصياغة التي أعطيت للمادة 26 من الدستور التي تناولت المسألة الدينية، خلفه مانويل أثانيا لاستلام زمام الحكومة.

## اللجنة الثورية أصبحت حكومة مؤقتة
كان سانخورخو رئيس الحرس المدني أول سلطة في ملكية ألفونسو الثالث عشر اعترفت بالجمهورياتية الاشتراكية «اللجنة الثورية» لتكون الحكومة الجديدة التي شكلت في أكتوبر 1930 بعد انضمام PSOE إلى ميثاق سان سيباستيان المتفق عليه من جميع الأحزاب الجمهورية، فذهب سانخورخو ذهب في الساعات الأولى من صباح يوم 14 أبريل 1931 إلى منزل ميغيل مورا حيث اجتمع عنده أعضاء «اللجنة الثورية» الذين لم يتم نفيهم في فرنسا ولم يختفوا: نيكيتو ألكالا زامورا وفرانسيسكو لارجو كاباليرو وفرناندو دي لوس ريوس وسانتياغو كاساريس كويروجا وألفارو دي ألبورنوز. عند دخول المنزل انتصب الجنرال سانخورخو أمام مورا وقائلا:«بناء على أوامركم السيد الوزير.» فتم على الفور ابلاغ مانويل أثانيا وأليخاندرو ليروكس المختبئين في مدريد منذ أشهر بالذهاب إلى منزل مورا. أما أعضاء اللجنة الأربعة الموجودين في فرنسا وهم: دييغو مارتينيز باريو وإنداليسيو برييتو ومارسيلينو دومينجو ونيكولاو دولور فسوف يعودون فورا.
مع وصول أخبار إعلان الجمهورية من مدن مختلفة اجتمعت الحشود مساءا في مدريد في ميدان بويرتا ديل سول حيث مقر وزارة الداخلية، فذهب أعضاء اللجنة الثورية إلى هناك وعندما وصلوا إليها، ومن هناك دعا ميغيل مورا حرس بوابة الوزارة صارخا: «أيها السادة افسحوا لحكومة الجمهورية». إلا أن الحرس المدني كان واقفا عند ساحة المدخل ومبرزا أسلحته. وبعدها تحولت اللجنة الثورية إلى الحكومة المؤقتة للجمهورية وعينوا نيكيتو الكالا زامورا رئيسًا لها. كانت الساعة الثامنة مساء يوم 14 أبريل. في نفس الوقت ودَّع الملك نبلاء وكونتات إسبانيا الذين أتوا إلى قصر الشرق، ثم غادر مدريد بالسيارة متوجها نحو كارتاخينا، وفي الساعة الرابعة صباحًا استقل الطراد العسكري «أمير أستورياس» نحو مرسيليا..
بعد إعلان الجمهورية في 14 أبريل 1931 وقعت اللجنة الثورية المكونة من اللجنة السياسية للجمهورية مرسومًا نشر في اليوم التالي في الجريدة الرسمية جاسيتا دي مدريد التي نصت على أنها قررت اعتماد لقب للدولة وهو الحكومة المؤقتة للجمهورية، وعينت في مرسوم آخر نيسيتو ألكالا زامورا رئيسًا لتلك الحكومة، والذي سيتولى أيضًا مهام رئيس الدولة (مارس الملك ألفونسو الثالث عشر تلك المهمة حتى 14 أبريل). وذكر في ديباجة المرسوم الأخير: إن الحكومة المؤقتة للجمهورية قد تولت السلطة دون شكليات ودون أي معارضة رسمية؛ إنه الشعب الذي وضعها في هذا المنصب الذي وجدت فيها نفسها، وجعلها مطيعة لعموم إسبانيا وتستثمر السلطة. ثم عيّن الكالا زامورا وزراء الحكومة المؤقتة من أعضاء اللجنة الثورية. واعتمد مرسوم نشر في 28 أبريل ليكون العلم ذي الالوان الثلاثة هو العلم الوطني.

## حكومة الصلاحيات الكاملة والنظام العام

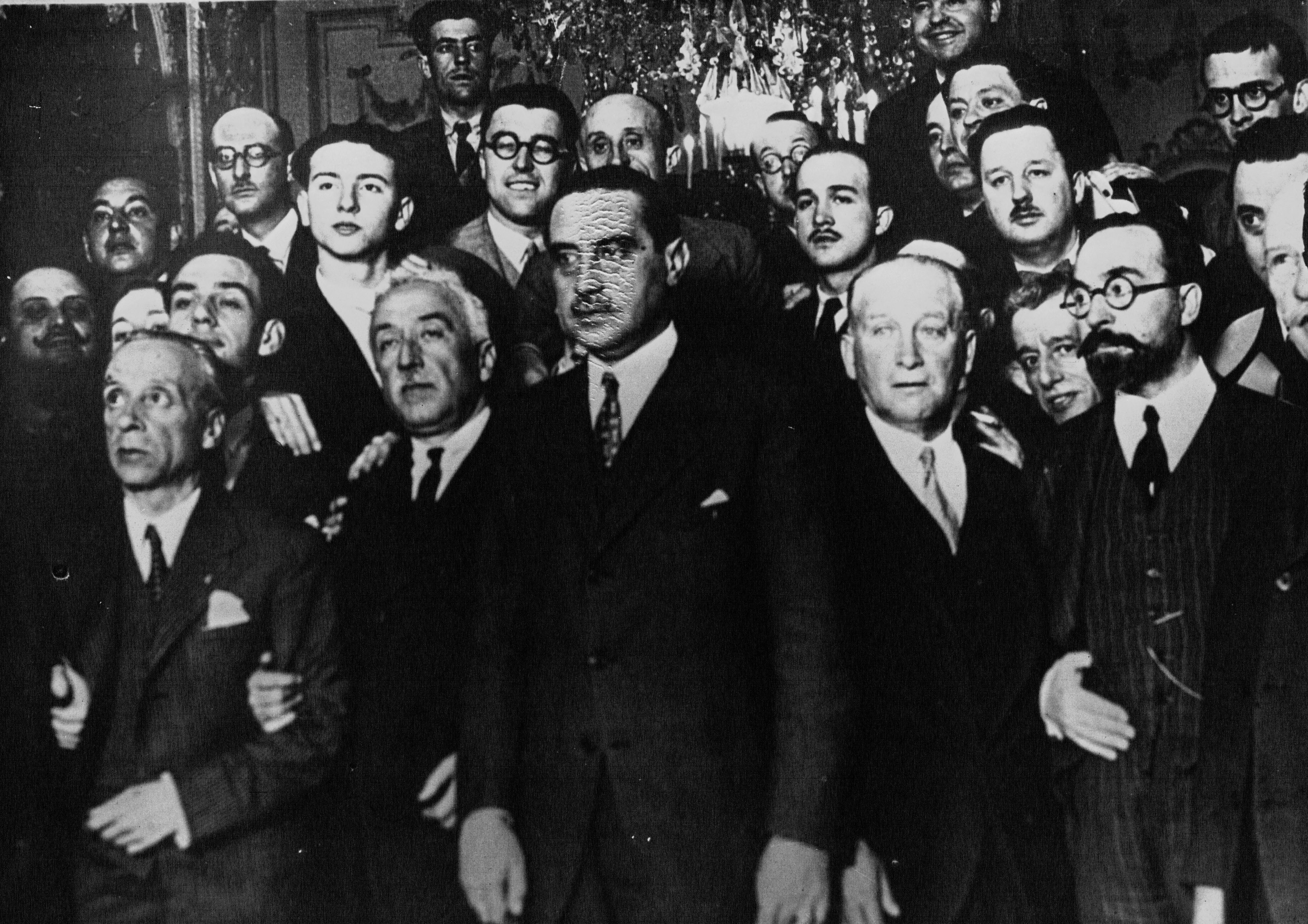
أعضاء الحكومة المؤقتة للجمهورية الثانية، وهم من اليسار إلى اليمين: ألفارو ألبورنوز ونيسيتو ألكالا زامورا وميغيل مورا وفرانسيسكو لارجو كاباليرو وفرناندو دي لوس ريوس وأليخاندرو ليروكس.

نشرت صحيفة جاسيتا دي مدريد الرسمية في 15 أبريل مرسومًا آخر نص على الوضع القانوني لتلك الحكومة، حيث كانت معاييرها عالية كي تتمكن الحكومة من فرض سلطتها حتى موافقة الكورتيس التأسيسي على الدستور الجديد للجمهورية في 9 ديسمبر 1931. واحتوى النظام الأساسي من خمس مواد سبتقها ديباجة شكلت فيها الحكومة المؤقتة "حكومة تتمتع بصلاحيات كاملة"، مع أن المادة 1 ذكرت إن الحكومة المؤقتة ستُخضع جميع أعمالها للرقابة ومحاسبة البرلمان عند مراجعة صلاحياتها أمامه. وذكرت المادة 2 أن الغرض من الحكومة المؤقتة هو:"اخضاع مسئوليتها في إدارة الأعمال للمحاسبة والسلطة ليتم عرضها بعد حل البرلمان في سنة 1923 (بالإشارة إلى العملية التي تم فتحها بعد ذلك لتطهير المسؤوليات عن معركة أنوال) وما تلاها (في إشارة إلى ما تم القيام به خلال ديكتاتورية بريمو دي ريفيرا). واعترفت المادة 3 بحرية المعتقدات والدين وحرية الفرد وحقوق المواطن، بما في ذلك الحقوق المرتبطة بالشخصية النقابية والاتحادية وهو أساس الحق الاجتماعي الجديد. ومع ذلك ذكرت المادة 6 إن الحكومة المؤقتة "بحكم الأسباب التي تبرر حكمها" يجوز لها مؤقتًا تعليق (أو الخضوع لنظام الرقابة الحكومية حرفيًا) حقوق المواطنين المعترف بها في المادة 4 "الذي سيُؤدي استخدامه إلى اعطاء أسباب مفصلة للكورتيس التأسيسي"، معللة ذلك أن الحكومة المؤقتة "سترتكب جريمة حقيقية إذا تركت الجمهورية الناشئة تسقط بيد أولئك الذين يستطيعون من خلال مناصبهم المدنية القوية وامتلاكهم وسائل مسبقة من إعاقة وحدتها".
أما الأكثر جدلا في النظام القانوني لتلك الحكومة هو التناقض في قضية الحريات وحقوق المواطن، فالاعتراف به اقترن بإمكانية تعليقه من الحكومة دون تدخل قضائي:"تفرضه الحكومة حسب رأيها للمحافظة على الجمهورية"، وهكذا فإن حكومة الجمهورية لم تنشئ نظامًا للحرية العامة كما اثبتت دراسة تقلبات حق التجمع لمختلف التوجهات السياسية... فواجهت المجموعات الملكية المحافظة وقطاعات اليسار مثل الأناركيين والشيوعيين عقبات خطيرة عند تطبيقها". فاجتماعاتهم في الأماكن المغلقة السرية مقبولة، لكن ممنوع ممارستها في الأماكن العامة. على سبيل المثال: فضت قوات الأمن وبقوة مظاهرة اندلعت بعد انتهاء اجتماع الحزب الشيوعي الإسباني في 1 مايو في سان سيباستيان، مما أدى إلى إصابات عديدة.

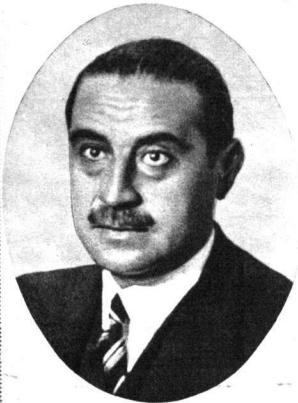
ميغيل مورا، وزير الداخلية في الحكومة المؤقتة

الأهم من ذلك كيفية معالجة الحكومة الجديدة للنظام العام وحرية الصحافة هو تطبيقها لما جرى من أحداث وقعت في سان سيباستيان في 28 مايو. فقد منع الحرس المدني في ذلك اليوم على جسر ميراكروز بعض المتظاهرين من باساخيس كانوا متوجهين إلى سان سيباستيان. وبدأ باطلاق النار على كل من يرفض العودة، فقتل ثمانية أشخاص وجرح أكثر من خمسين. نظراً لضخامة الحدث فقد جمع وزير الداخلية ميغيل مورا جميع مديري الصحف لتذكيرهم «بأنهم يواجهون وزيرًا يتمتع بسلطات كاملة في شؤون النظام العام» (قبل أسبوعين كان قد أصدر مرسومًا تعليق مؤقت لصحيفة ABC الملكية والصحيفة الكاثوليكية El Debate عقب الأحداث المعروفة باسم حرق الأديرة) ثم طلب منهم:
توجت هذه السياسة المتناقضة للجمهورية فيما يتعلق بالنظام العام بموافقة الكورتيس التأسيسي لقانون الدفاع الجمهوري المؤرخ 21 أكتوبر 1931، والذي منح الحكومة المؤقتة أداة استثناء خارج المحاكم للعمل ضد أولئك الذين يرتكبون أعمال عدوانية ضد الجمهورية، التي شكلت حتى بعد الموافقة على دستور 1931 القاعدة الأساسية في تكوين النظام القانوني للحريات العامة خلال ما يقرب من عامين من النظام الجمهوري الذي ظل ساري المفعول (حتى أغسطس 1933).

## كاتالونيا: المشكلة الأولى
كانت المشكلة الأكثر إلحاحًا التي واجهتها الحكومة المؤقتة هو إعلان فرانسيسك ماسيا من برشلونة عن "الجمهورية الكاتالونية" يوم 14 أبريل. وبعدها بثلاثة أيام التقى ثلاثة وزراء من الحكومة المؤقتة (الكاتالوني مارسيلينو دومينغو ولويس نيكولاو دولور فرناندو دي لوس ريوس) في برشلونة بفرنسيسك ماسيا، حيث توصلوا إلى اتفاق تنازل فيه يسار كتالونيا الجمهوري عن الجمهورية الكاتالونية مقابل التزام الحكومة المؤقتة بتقديم النظام الأساسي للحكم الذاتي الذي قررته كاتالونيا إلى الكورتيس، "سبق أن وافقت عليه جمعية البلديات الكاتالونية، والاعتراف بالحكومة الكاتالونية التي لم تعد تسمى مجلس حكومة الجمهورية الكاتالونية ليكون اسمها حكومة كتالونيا (بالإسبانية:  Gobierno de la Generalitat de Cataluña)‏ وبذلك تستعيد الإمارة امتيازاتها العريقة التي ألغاها فيليب الخامس في مراسيم نويفا بلانتا سنة 1714. وتتولى الحكومة الجديدة وظائف النواب الكاتالان الأربعة وستكون مسؤولة عن تنظيم اجتماعاتها مع ممثلي مجالس المدن حتى وقت انتخاب مجلسها بالاقتراع العام.
قبلت جميع الأحزاب السياسية الكاتالونية تقريبًا الاتفاق ماعدا حزب دولة كتالونيا التي اتهمت زعيمها السابق ماسيا بأنه خائن، وأيضا كتلة العمال والفلاحين وهي جماعة شيوعية حديثة النشأة ادعت أن حكومة مدريد المؤقتة سحقت الجمهورية الكاتالونية، التي كان إعلانها أكثر الأعمال الثورية المتعالية التي نفذت في ذلك اليوم.
في 26 أبريل احتفي برئيس الحكومة المؤقتة نيسيتو ألكالا زامورا عند زيارته التي قام بها إلى برشلونة. وبعد ثلاثة أيام وافقت الحكومة المؤقتة على مرسوم ينص على مشروعية استخدام اللغة الكاتالانية في المدارس التمهيدية والمدارس الابتدائية، وهو مارحب به بحماس. ولكن بعد بضعة أيام برز أول صراع بين الحكومة المؤقتة وكتالونيا. عندما اعتبرت وزارة الداخلية أن سلطتها قد تعرضت لانتهاك عندما صدر المرسوم في 3 مايو في العدد الأول من «نشرة حكومة كاتالونيا» الذي أعيد فيه تنظيم مؤسسات الإدارة المحلية. مما أجبر على الحكومة المحلية إرسال مندوبها إلى مدريد لتحديد الصلاحيات بينها وبين الحكومة المركزية.
وفي استفتاء جرى يوم 3 أغسطس وافق شعب كاتالونيا بأغلبية ساحقة المصادقة على مشروع النظام الأساسي لكاتالونيا [الإنجليزية] والذي سمى «بقانون نوريا»، ففي مقاطعة برشلونة على سبيل المثال: أيد 175,000 شخص مقابل 2127 فقط ضد، حيث قدمها رئيس الحكومة المحلية فرانسيس ماسيا إلى الكورتيس التأسيسي. لكن النظام الأساسي استجاب للنموذج الفدرالي للدولة، وتجاوز السلطة وصلاحيات المشروع إلى ماتمت الموافقة عليه في دستور 1931، رغم أنها اشترطت المناقشات البرلمانية حول «الدولة المتكاملة» التي تمت الموافقة عليها أخيرًا.

## بلاد الباسك ونافارا وقانون استيلا
بدأت المطالبة بحكم ذاتي في إقليم الباسك بنفس الوقت تقريبًا مع مشروع كاتالونيا. وكان الاقتراح الأول عبارة عن مبادرة من رؤساء البلديات في الحزب القومي الباسكي والتي طلبت من جمعية دراسات الباسك (SEV) أوائل مايو بصياغة مسودة أولية للنظام الأساسي العام لدولة الباسك (أو أوسكادي) والتي تشمل بيسكاي أو ألافا أو غيبوثكوا ونبرة. وكانت النتيجة محاولة للتوليف بين الامتيازات التقليدية وهيكل المقاطعات الفيدرالية الحديثة التي لم ترضي أي شخص. بعد شهر ونصف اتفق في اجتماع المجالس بلديات إقليم الباسك-نافار في إستيا يوم 14 يونيو على نظام أكثر تحفظًا وقوميًا من مشروع (SEV)، والذي كان يستند إلى إعادة امتيازات الباسك التي ألغيت بموجب قانون عام 1839 مع قانون تحسين المتيازات لسنة 1841.
قدم وفد من رؤساء البلديات مشروع النظام الأساسي لإستيلا في 22 سبتمبر 1931 إلى الكورتيس التأسيسي. ولكن لم يؤخذ بالاعتبار لأنه كان مخالف وبوضوح للدستور الذي تمت الموافقة عليه، بسبب المفهوم الفيدرالي وإن المشروع هو إعلان اعتراف بدولة الباسك (التي يمكن أن تتفاوض مع الكرسي الرسولي) بالإضافة إلى عدم اعترافها بالحقوق السياسية الكاملة للمهاجرين الإسبان الذين تقل سكناهم في الباسك عن عشر سنوات.

## السياسة الدينية للحكومة المؤقتة واستجابة الكنيسة
بعد إعلان الجمهورية الإسبانية الثانية كان على النظام الدستوري الجديد حماية حرية الاعتقاد وتطوير علمنة الدولة للقضاء على الرابط التقليدي بين الدولة والكنيسة، التي كانت أحد العناصر الرئيسة لشرعية الملكية السابقة. فأعلن الجمهوريون عن عزمهم على إنشاء المدارس العلمانية وتفعيل الطلاق وعلمنة المقابر والمستشفيات، والحد بقوة إن لم يكن انهاء عدد من الجماعات الدينية التي أسست في إسبانيا.
ومع ذلك كانت القرارات الأولى للحكومة المؤقتة بشأن علمنة الدولة معتدلة للغاية، تماشيا مع وضع الليبرالي الكاثوليكي نيكيتو الكالا زامورا أمام تلك القرارات وتعيينه في حقيبة الداخلية، رفيقه اليميني الليبرالي الجمهوري الكاثوليكي ميغيل مورا. ففي المادة 3 من النظام القانوني للحكومة المؤقتة الصادر في 14 أبريل 1931، التي نشرت في اليوم التالي في الجريدة الرسمية ذكرت في حرية الدين:
لتطبيق هذا القرار في الأسابيع الثلاثة التالية وافقت الحكومة على بعض إجراءات العلمنة غير المهمة ولكن ذات مغزى. مثل حل الجماعات العسكرية وإلغاء الالتزام بحضور الاحتفالات الدينية في السجون والثكنات. حظر المشاركة الرسمية في المناسبات الدينية، ووضع حد للإعفاءات الضريبية للكنيسة، والحرمان من حقوقهم في الاتحاد الوطني الكاثوليكي الزراعي، وغيرها.. وربما كان الإجراء الأكثر أهمية هو مرسوم 6 مايو الذي أعلن فيه أن التعليم الديني طوعي. وبموجب مرسوم صادر في 5 مايو حرمت الكنيسة الكاثوليكية من التمثيل في مجالس التعليم العام، بحيث لم يعد التسلسل الهرمي الكاثوليكي قادراً على التدخل في إعداد المناهج الدراسية، وقد كان يتمتع بها منذ وقت طويل. وبالإضافة إلى ذلك يُحظر حضور الاحتفالات الدينية للجيش بالصفة الرسمية وليس بالصفة الشخصية. أخيرًا تم تعديل قانون الانتخابات لسنة 1907 حتى يتمكن القساوسة من الترشح في الانتخابات.
وبدأت الحكومة المؤقتة اتصالاتها مع سفير الكنيسة البابوية لتؤكد له أن الحكومة ستحترم اتفاق 1851 الذي بينها وبين الفاتيكان إلى أن يتم الانتهاء من الدستور الجديد، مقابل امتثال الكنيسة للنظام الجديد. فبعثت الكنيسة في 24 إبريل برقية إلى جميع الأساقفة نقلت فيها «رغبة الكرسي الرسولي» في التوصية باحترام الكهنة المتدينين والمؤمنين وأبرشياتهم بالصلاحيات الدستورية وتنفيذها من أجل الحفاظ على النظام وللصالح العام. فقام رئيس أساقفة طراغونة فرنسيسكو فيدال إلى جانب المبعوث البابوي العضو الآخر في التسلسل الهرمي الكنسي بتجسيد الموقف التوفيقي تجاه الجمهورية، واللذان أشارا مسبقا بوجوب احترام السلطات الجديدة مثل زيارته لرئيس كاتالونيا فرانسيسك ماسيا في 18 أبريل، وأيضا إرسال مؤتمر الأساقفة الكاتالانيين رسالة في يوم 22 أبريل لتهنئة الحكومة المؤقتة للجمهورية. واظهرت الصحيفة الكاثوليكية El Debate في اليوم التالي من إعلان الجمهورية في الافتتاحية المنشورة على الصفحة الأولى -على الرغم من أنها مصحوبة بصور وتحية للملك ألفونسو الثالث عشر-:«الجمهورية هي شكل الحكومة الحالية في بلدنا. وبالتالي فإن واجبنا هو الالتزام به. (...) ونحن لن نقبله بصورة سلبية... بل لتزم به بطريقة مخلصة ونشطة، ونضع كل ما في وسعنا لمساعدة الدولة في مهمتها».
ومع ذلك فهناك قطاع كبير من الأسقفية مكونيين من أساقفة أصوليين (عُيِّن الكثير منهم خلال ديكتاتورية بريمو دي ريفيرا) ممن ليسوا على استعداد للتسوية مع جمهورية اعتبروها عارًا. وتزعم تلك المجموعة الكاردينال ورئيس أساقفة توليدو بيدرو سيغورا، الذي أعرب بوضوح عن معارضته للجمهورية قبل وأثناء حملة الانتخابات البلدية في 12 أبريل 1931، مؤكدًا أن الجمهورية هي من أعداء الكنيسة والنظام الاجتماعي، والتي تم تبرير تشكيل «جبهة موحدة مدمجة» للدفاع عن الملكية والكنيسة الكاثوليكية. وفي أول تدخل له في خطاب من المنبر بعد 14 أبريل أشار إلى الجمهورية بأنها عقوبة إلهية، مما أثار غضب صحافة الجمهورية التي ذكرته بأنه رمز لقساوسة الملكية، وتسبب في إرسال مذكرة احتجاج حكومية إلى مجلس الكنيسة. لكن الإعلان الأهم للكاردينال سيغورا جرى في الأول من مايو عندما نشر خطبة رعوية تناول فيها الوضع الإسباني بلهجة كارثية، قدم شكرًا ممتنًا للنظام الملكي والعاهل المنحل ألفونسو الثالث عشر. الذي عرف طوال فترة حكمه كيفية الحفاظ على التقليد القديم المتمثل في الإيمان والتقوى. وفسر الصحفيون الجمهوريون تلك الرعوية على أنها تشجيع للمؤمنين على الاتحاد من أجل إنقاذ حقوق الكنيسة المهددة واعتبرت أحزاب ومنظمات اليسار إعلانًا للحرب، مما زاد من مشاعر معاداة رجال الدين لدى العديد من المواطنين. قدمت الحكومة المؤقتة مذكرة احتجاج هادئ وقوي إلى السفير البابوي بسبب ماعتبرته تدخلاً من زعيم الأساقفة، عندما يكن العداء للنظام الجمهوري وطلبت إزاحته من منصبه. ومن ناحية أخرى اشعلت الصحافة في حملتها ضد سيغورا.

### أحداث حرق الأديرة
في صباح يوم الأحد 10 مايو 1931 تم افتتاح الدائرة الملكية المستقلة في مدريد، وأسسها مدير صحيفة ABC الملكية خوان إجناسيو لوكا دي تينا، الذي عاد لتوه من لندن حيث أجرى مقابلة مع الملك السابق ألفونسو الثالث عشر بهدف تشكيل لجنة انتخابية تعطي مرشحين ملكيين لتقديمهم إلى انتخابات البرلمان التأسيسي الذي من المقرر عقده في الشهر التالي. نال هذا الافتتاح على موافقة شفهية من مدير الأمن، على الرغم من أنه لم يبلغ وزير الداخلية ميغيل مورا. واثناء الاحتفال انطلق النشيد الملكي "Marcha Real" عبر الجراموفون وأطلقوا لافتات لامورسيلاغو التي أطلق عليها «لجعل الحياة مستحيلة مع صورة الجمهورية».
وبدأت المشكلة على ما يبدو في الشارع عند وصول اثنان من ضيوف الافتتاح كانا يجريان نقاشًا سياسيًا مع سائق سيارة الأجرة الذي أحضرهم وهو جمهوري انضم إليه العديد من المارة. تحولت المناقشة إلى مشاجرة وتوقفت ثلاث سيارات أمام الدائرة التي طلب قادتها حماية القوة العامة. على الفور اندلعت الشائعات في المدينة بأن سائق سيارة أجرة الجمهوري قد قتل على يد الملكيين، وتجمع حشد أمام مقر صحيفة ABC، فكان على الحرس المدني التدخل فأطلق النار على أولئك الذين حاولوا الاعتداء وحرق المبنى مما تسبب في عدة إصابات وحالتي وفاة أحدهما طفل.
فتوجهت مظاهرة إلى مقر مديرية الأمن العام في بويرتا ديل سول، حيث طالبوا باستقالة وزير الداخلية ميغيل مورا (الذي حضر شخصيًا إلى مقر الدائرة الملكية لتهدئة الأنفس وحيث كان هناك تم تذكيره من الجمهوريين برفض أداء والده أنطونيو مورا خلال الأسبوع المأساوي لسنة 1909). وفي الوقت نفسه أحرقت مجموعات من المتهورين كشكًا لصحيفة El Debate الكاثوليكية، ورموا بالحجارة كازينو عسكري وحطموا نوافذ مكتبة كاثوليكية. وفي الساعة الثامنة مساءا تعرضت بعض الوحدات المسلحة للاعتداء وأُطلقت أعيرة نارية على وحدة مركبة للحرس المدني. وقرابة منتصف الليل أطلق رجل النار على حشد اجتمع في بويرتا ديل سول، مما أدى إلى إصابة شخص فقاموا بشنقه امام العلن. في نفس الليلة أراد وزير الداخلية ميغيل مورا نشر الحرس المدني، لكن زملائه في الحكومة بقيادة الرئيس نيسيتو ألكالا زامورا ووزير الحرب مانويل أثانيا عارضوا ذلك، ورفضوا استخدام قوات النظام الجمهوري ضد «الشعب» وقللوا من أهمية ماجرى. فاستخدم مورا حجة تلقيه معلومات من قبطان في الجيش بأن بعض الشباب من أتينيو دي مدريد يستعدون لحرق مباني دينية في اليوم التالي، فأجاب مانويل أثانيا -وفقًا لما ذكره مورا في مذكراته- بأنه هراء وأضاف أنه إذا كان ماذكر صحيحًا فإنه دليل على عدالة فطرية.
وعندما كانت الحكومة مجتمعة في الساعات الأولى من صباح الاثنين 11 مايو وصلت إليها أخبار باحتراق بيت المعلمين اليسوعيين. فحاول وزير الداخلية ميغيل مورا مرة أخرى انزال الحرس المدني إلى الشارع لاستعادة النظام، لكنه كما الليلة السابقة لقي معارضة من بقية مجلس الوزراء وخاصة مانويل أثانيا، الذي قال -بحسب مورا- أن كل أديرة مدريد لا تستحق حياة جمهوري وهدد بالاستقالة إذا كان هناك جريح واحد في مدريد لهذا الغباء. ووفقًا لما قاله مورا، ذكر أن وزير بالحكومة أنه كان ممتنًا لأن اليسوعيين هم أول من أشاد بـ «الشعب». الشخص الذي قدم استقالته -ثم سحبها لاحقًا- هو مورا الذي غادر مقر رئاسة الحكومة. سمح تقاعس الحكومة للمتمردين بحرق أكثر من عشرة مباني دينية. وأخيرًا في فترة مابعد الظهر أعلنت الحكومة حالة الطوارئ في مدريد وماأن احتلت القوات العاصمة حتى توقفت الحرائق. في اليوم التالي الثلاثاء 12 مايو استعادت مدريد وضعها الطبيعي، ولكن استمرت حرق الأديرة والمباني الدينية إلى مدن أخرى في شرق وجنوب شبه الجزيرة (وقعت الأحداث الأكثر خطورة في ملقة). وفي تلك المدن وعلى العكس من مدريد تصرف الحكام المدنيون ورؤساء البلديات بالقوة، حيث لم تكن هناك حرائق.
لم يكن معروفا باليقين المطلق من هم الذين أحرقوا حوالي مائة مبنى ديني ممن أحترقت كليا أو جزئيا (بالإضافة إلى تدمير قطع من التراث الفني والديني وتدنيس بعض مقابر الأديرة). حيث توفي جراء تلك الأحداث العديد من الناس وأُصيب آخرون بجروح، لكن الفرضية الأكثر تماسكا هي أن مشعلي الحرائق هم عناصر من اليسار الجمهوري والأناركي المتطرف الذين كانوا يحاولون الضغط على الحكومة المؤقتة لتنفيذ الثورة التي كانت تعني في المقام الأول اقتلاع رجال الدين. ومع ذلك فقد فسر عدم اهتمام الحكومة في التعامل مع الوضع، بالإضافة إلى التعاطف المنتشر الذي شعر به بعض الوزراء من مثيري الشغب هو:"مزيج من الحيرة وسوء التقدير والضعف والخوف من عدم استمداد الشعبية عند استخدام القوة ضد الناس". وقد وضح المؤرخ غابرييل جاكسون أن غالبية الوزراء لا يريدون أن يبدأ النظام الجديد ظهوره بإطلاق النار على الإسبان مقتنعين بأن الجماهير ستكره الحكومة التي تلجأ إلى الحرس المدني في أول علامات الشغب". وقد برر الرئيس نيسيتو الكالا زامورا بنفسه في خطاب أذيع يوم 11 ضمنيًا موقف الحكومة قائلاً: إنه تم تجنب حمام دم. كما أشار البابا بيوس الحادي عشر في 17 مايو إلى المسؤولية الخطيرة للغاية لأولئك الذين لم يمنعوا وقوع تلك الأحداث في الوقت المناسب.

### التوتر بين الجمهورية والكنيسة
انضمت الحكومة إلى فكر اليسار الجمهوري والاشتراكيين، فأمرت بتعليق نشر الجريدة الكاثوليكية El Debate والملكية ABC، وألقت القبض على العديد من المفكرين الملكيين (وقد أخلت المحاكم سبيلهم، الأمر الذي أثار ردة فعل قاسية من الصحافة اليسارية، التي اعتبرت ذلك مناورة ملكية جديدة ومخزية). ووافقت الحكومة حتى على طرد اليسوعيين، على الرغم من أن هذا الإجراء لم يتم، ولكن بالخلاصة تم طرد الأسقف الأصولي فيتوريا ماتيو موغيكا من إسبانيا في 17 مايو، لرفضه تعليق الرحلة الرعوية التي خطط لها القيام بها إلى بلباو، حيث كانت الحكومة تخشى من وقوع حوادث بين الكارليين والقوميين الباسك الذين شاركوا معارضتهم للجمهورية ودفاعهم عن رجال الدين وبين الجمهوريين والاشتراكيين المناهضين لرجال الدين.
وافقت الحكومة المؤقتة أيضا على بعض التدابير الرامية إلى ضمان الفصل بين الكنيسة والدولة دون انتظار موافقة الكورتيس التأسيسي. فالتعميم الصادر عن الإدارة العامة للتعليم الابتدائي في 13 مايو حدد مرسوم 6 مايو والذي أعلن أن التعليم الديني اختياري. إلى جانب أنه من الضروري إثبات للوالدين التعبير الصريح في التسجيل ممايدل على أنهم يرغبون في ذلك، وأيضا يجب إزالة الصلبان من الفصول الدراسية حيث أن هناك طلاب لم يتلقوا التعليم الديني. وفي 21 مايو أعلن مرسوم إلزامي لقب المعلم لمن يمارس التدريس، مما أثر بشكل خاص على المدارس الدينية لأن الرهبان والراهبات الذين قاموا بالتدريس يفتقرون إلى ذلك. وفي 22 مايو أقر مرسوم آخر بحرية الدين وحرية الاعتقاد في المدرسة وحكم آخر يحظر على الكنيسة بيع أو التخلص من العقارات والمقتنيات الفنية أو الأثرية أو التاريخية دون إذن من الإدارة.

#### قضية سيغورا

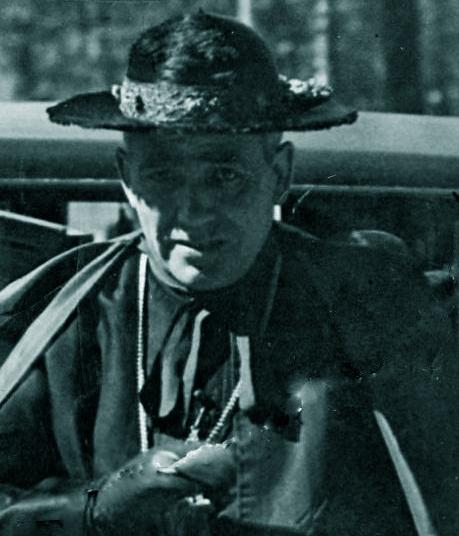
الكاردينال بيدرو سيغورا

في رد فعل معتدل نوعا ما على حرائق الكنائس انتقدت الكنيسة الكاثوليكية التواصل العلماني، لا سيما إزالة الصلبان من الفصول الدراسية حيث يوجد طلبة لايريدون تلقي التعليم الديني. وفوق ذلك فإن المرسوم الصادر في 22 مايو قد أثار احتجاج السفير البابوي، مؤكدًا أنه ليس قانونيا سن تشريع بشأن حرية الدين أو التعليم الديني في المدارس دون الأخذ في الاعتبار اتفاق 1851. وفي 30 مايو رفض الكرسي الرسولي لويس دي زولويتا ليكون سفير إسبانيا الجديد. ولكن رد الفعل الأكثر تطرفًا جاء من الكاردينال سيغورا مرة أخرى في 3 يونيو من روما، حيث نشر منذ 12 مايو خطابا رعويًا جمع فيه «الانطباع المؤلم جدًا الذي أحدثته بعض التصرفات الحكومية» للأساقفة وجميع المظالم التي عانت الكنيسة في حكمهم حتى تلك اللحظة، بما في ذلك المرسوم الأخير حيث لم يتقبلوا أن التعليم الديني قد اختفى من المدرسة العامة، مما سلط الضوء على معاداة الليبرالية التي حافظت عليها الكنيسة الكاثوليكية. أطلق الكاردينال الراعي سيغورا مرة أخرى غضب الصحافة الجمهورية والاشتراكية التي وصفته بأنه تدخل لايطاق. وأعربت الحكومة المؤقتة للكرسي الرسولي عن رغبتها في ألا يعود الكاردينال إلى إسبانيا وأنه مطرود من وظيفته. ولكن الكاردينال سيغورا عاد يوم 11 يونيو فجأة إلى إسبانيا، فاعتقل بعد ثلاثة أيام بأمر من الحكومة في غوادالاخارا، وفي الخامس عشر تم طرده من البلاد. من هذه الحقيقة كانت الصورة الشهيرة التي تظهر الكاردينال مغادرا دير حراس غوادالاخارا ومحاطا بالشرطة والحرس المدني قد جالت أنحاء العالم وقدمت الدليل على الاضطهاد التي عانت منه الكنيسة الكاثوليكية في إسبانيا. لم يعد الكاردينال سيغورا إلى إسبانيا إلا بعد اندلاع الحرب الأهلية. وفي اليوم التالي نظم تجمع كاثوليكي كبير في حلبة بامبلونا للاحتجاج على طرد الكاردينال.

#### قضية إيشغورين
بعد ذلك بشهرين، وفي نقاش كامل في الكورتيس التأسيسي الذي افتتح حديثًا بشأن الدستور الجديد الذي كانت فيه القضية الدينية هي الأكثر إثارة للجدل، ظهرت حادثة جديدة عكست العلاقات بين الجمهورية والكنيسة وكان الكاردينال سيغورا هو بطل الرواية مرة أخرى. ففي 17 أغسطس ومن بين الوثائق التي تم الاستيلاء عليها من أسقف فيتوريا خوستو إيشغورين الذي اعتقلته الشرطة قبلها بثلاثة أيام على الحدود الإسبانية الفرنسية، وُجِد منشور للكاردينال سيغورا به تعليمات لجميع الأبرشيات التي يحكمها أن يقوم الأساقفة ببيع القطع الكنسية في حالة الضرورة. "ولكن الأخطر من ذلك أن هذا المنشور مرفق به رأي المحامي رافائيل مارتن لازارو الذي وقعه في الثامن من مايو، والذي نصح فيه ببيع الكنيسة ممتلكاتها إلى المدنية وإيداع الممتلكات المنقولة في أوراق دين أجنبية، بمعنى أنها دعوة لهروب رأس المال، وكان هذا لتجنب المصادرة المحتملة للدولة. فجاء رد الحكومة المؤقتة فوري، ولاستبعاد تمزيق العلاقات الدبلوماسية مع الكرسي الرسولي، تم نشر مرسوم في 20 أغسطس علقت فيه جميع صلاحيات البيع ونقل ملكية الممتلكات وحقوق جميع أنواع الكنيسة الكاثوليكية والجماعات الدينية المرتبطة بها. في المقدمة جرت محاولة لتخفيف التدبير بالإشارة إلى الجهود السيئة السمعة التي بذلت عناصر بارزة في الكنيسة الإسبانية للحفاظ على ولاءها للنظام الجديد، في إشارة إلى القطاع التوفيقي برئاسة الكاردينال فرانسيسكو فيدال واي باراكير والسفير البابوي ضد القطاع الأصولي المتعنت برئاسة الكاردينال سيغورا. ومن ناحية أخرى كان المرسوم مصحوبًا بتعليق عشرات الصحف الكاثوليكية من إقليم الباسك ونافارا التي تم التأكيد عليها من خلال إعلاناتها المناهضة للجمهورية والتي اتهمتها الحكومة بالدعوة إلى تمرد مسلح ضد الجمهورية.

## إصلاحات أثانيا العسكرية
أراد وزير الحرب مانويل أثانيا جيشًا أكثر حداثة وفعالية، وأن تكون له ميول جمهورية أكثر. لهذا السبب أجبر في أحد مراسيمه الأولى بتاريخ 22 أبريل القادة العسكريين والضباط على التعهد بالولاء للجمهورية. وأيضا حاول تقليل العدد المفرط للضباط (كان الهدف أن يصل تعداد جيش الوطن إلي 105,000 جندي مع 7600 ضابط، وتشكيل الجيش الأفريقي من 42000 جندي و1700 ضابط). فوافقت الحكومة المؤقتة على مقترح أثانيا الذي صدر في 25 أبريل 1931 بالتقاعد الاستثنائي الذي عرض على ضباط الجيش إمكانية الانسحاب طواعية من الخدمة الفعلية براتب كامل (الذهاب إلى الاحتياطي الثاني - التقاعد الفعلي). وإذا لم يتم الوصول إلى عدد الضباط المطلوب منهم التقاعد، يحق للوزير الاستغناء عن أي عدد يراه من الضباط يراهم عديمي الفائدة. واستفاد حوالي 9000 من القادة (بما في ذلك 84 جنرالا) من هذا الامتياز، أي حوالي 40٪ من الضباط (حدثت أعلى نسبة من المتسربين في الصفوف العليا). وبفضل هذا الامتياز تمكن أثانيا بعد ذلك من إعادة تنظيم الجيش. يشير بعض المؤرخين إلى أنه كان من الناحية السياسية إجراءً مشكوكًا فيه لأنه لم يسهم في خلق جيش جمهوري أكثر، لأن قطاع كبير من الضباط الليبراليون تركوا الخدمة الفعلية في ذلك الوقت.
أعيد تنظيم جيش شبه الجزيرة بموجب مرسوم صادر في 25 مايو 1931. وخفضت أعداد الفرق من 16 إلى 8؛ وكذلك قلصت أعداد القباطنة العامون، المنصب الذي أسسه الملك فيليب الخامس في بداية القرن الثامن عشر (ومعهم المناطق العسكرية والتقسيمات الإدارية الملكية) 56 وأيضا تمشيا مع التعريف العلماني للدولة، ألغيت الهيئة الكنسية للجيش التي شكلها القساوسة العسكريين.
وهناك أيضا قضية أخرى عالجها أثانيا وهي قضية الترقيات المثيرة للجدل، بحيث سن مراسيم في شهري مايو ويونيو فألغى العديد من تلك الترقيات التي أصدرت خلال الديكتاتورية بسبب مزايا الحرب، مما يعني أن حوالي 300 عسكري فقدوا ترقية أو ترقيتين، فعانت العديد من الرتب من انتكاسة قوية، كما في حالة الجنرال فرانسيسكو فرانكو.
أصدر أثانيا أيضًا مرسومًا في 1 يوليو 1931 بإغلاق الأكاديمية العسكرية العامة (الموجودة في سرقسطة والتي أغلقت في 14 يوليو، في نفس اليوم الذي تم فيه فتح البرلمان التأسيسي). فتم توزيع الطلبة على أكاديميات الأسلحة المعنية (طليطلة: المشاة والفرسان والقصد. سيغوفيا: المدفعية والمهندسون. مدريد: الصحة العسكرية).
وفيما يتعلق بالخدمة العسكرية الإلزامية، فقد خفضت إلى 12 شهرًا (أربعة أسابيع لخريجي المدارس الثانوية وطلاب الجامعات)، لكنه أبقيت الخدمة العسكرية على الرغم من أنه لا يمكن تطبيقها إلا بعد ستة أشهر من البقاء في صفوف الجيش.

### اعتراض اليمين وبعض قطعات الجيش
تعرض إصلاح أثانيا العسكري لمعارك قاسية من قطاعات من الضباط، ومن بعض الوسائل السياسية المحافظة بالإضافة إلى وأجهزة الصحافة العسكرية. حيث اتُهِم أثانيا بأنه أراد سحق الجيش. هذه العبارة مأخوذة من خطاب ألقاه في 7 يونيو في فالنسيا والذي أشار فيه إلى سيطرة زعماء محليون على البلدية، وقال:"إذا كان لدي أي مشاركة في هذا النوع من الشؤون، فلا بد لي من تمزيقها، ابدأ هذإلا أن ذلك لم يكن مهمًا. أحد الإصلاحات التي تعرضت للانتقاد الشديد من بعض الضباط كان إغلاق الأكاديمية العامة في سرقسطة. قرارًا فسروه على أنه ضربة لروح الجيش، لأنه كان المؤسسة الوحيدة التي تُخرِج ضباط الأسلحة المختلفة معًا فيها.
ظهرت حالة من الاستياء في بعض من قطعات الجيش من «قانون أثانيا» وانتقادات ضد تصرفات الجيش والحرس المدني في مسألة النظام العام في الأحداث التي وقعت في الاستعراض العسكري لحامية مدريد في كارابانتشيل. عندما صرخ آمر فرقة الارتباط الأولى الجنرال فيليجاس في ختام الحفل “Viva España” صاح العقيد جوليو مانجادا بعده -وهو ماعد عملاً عصيانيا-: «عاشت الجمهورية». فتم اعتقاله وخضوعه لمجلس للحرب، لكن الحكومة بدورها طردت الجنرال فيليجاس وقبلت استقالة الجنرال غود رئيس الأركان الذي كان حاضرا في الحادثة والذي عارض القرار (تم استبداله وتعيين الجنرال مسكوليت). وكان آخر (الجنرالات غود وفيليجاس من بين الذين ثاروا في يوليو 1936، اما الكولونيل مانجادا والجنرال مسكوليت فقد قاتلا من أجل الجمهورية.

### المحافظة على القضاء العسكري
بالإضافة إلى تحديث القوات المسلحة المتقادمة حاول أثانيا جعل الحياة السياسية أكثر مدنية بإنهاء التدخل العسكري وإعادة الجيش إلى ثكناتهم، والذي كان من معالمه الأساسية قانون الاختصاص القضائي لسنة 1906 (والذي كان خلال الحكم الملكي) تحت الولاية القضائية العسكرية للمدنيين المتهمين بارتكاب جرائم ضد الوطن أو الجيش)، والذي أصبحت موجودا في كل مكان بعد انتصار انقلاب الجنرال بريمو دي ريفيرا سنة 1923. بدا أن إلغاء قانون الاختصاص القضائي "Ley de Jurisdicciones " هو الهدف التالي، وكان أول قرار اتخذته أثانيا بعد ثلاثة أيام فقط من توليه منصب وزير الحرب.
ومع ذلك فإن إلغاء قانون الاختصاص القضائي الذي وصفه الرئيس نيكيتو ألكالا زامورا أنه قانون بغيض لم يجرؤ أحد على التمسك به وأننا نلغيه بالكامل (مع أن زامورا أيده في سنة 1906 عندما كان نائبًا ليبراليًا) ولم يفترض على الإطلاق أن مرسوم الإلغاء الذي أسماه «هيئة أجنبية ومزعجة» في الجمهورية قد تم إيقافه، حيث استخدم قانون الاختصاص القضائي العسكري للحفاظ على النظام العام دون الحاجة إلى تعليق الضمانات الدستورية أو إعلان حالة طوارئ، وبالتالي استمر في تطبيقه على المدنيين لأسباب تتعلق بالنظام العام، تماما كما حدث أثناء الملكية الشرعية ودكتاتورية بريمو دي ريفيرا.
وهكذا واصلت الحكومات الاشتراكية الجمهورية في أول سنتين بمنح القوى العسكرية المهمة هيمنتها على النظام العام وسيطرتها الصارمة على المجتمع. استمرت تلك القوى في احتلال جزء كبير من أجهزة إدارة الدولة، من مقار للشرطة والحرس المدني وحرس الاقتحام إلى المديرية العامة للأمن. وكان العديد من الجنرالات الذين قادوا التمرد في يوليو 1936 كانت لهم مسؤوليات في إدارة الشرطة وفي الحفاظ على النظام العام: سانخورخو ومولا وكابانياس وكويبو دي يانو ومونيوث غراندس وفرانكو.
أكد المرسوم الصادر في 11 مايو 1931 الذي حدد قانون الاختصاص القضائي أن تعريف الاختصاص للجرائم العسكرية:"سيكون كما هو معرف في قانون القضاء العسكري القديم. نظرًا لأن الحكومة المؤقتة وجميع الحكومات اليسارية واليمينية التي تبعتها حافظت على إدارة عسكرية عامة للنظام، فالحرس المدني وهو القوة الرئيسية للنظام العام لم يتغير طابعه العسكري. وهذا يعني أن القضاء المدني لم يكن مختص في محاكمتهم، عدى عن مقدرته بالحكم على المخالفين المدنيين.
كان التحالف الجمهوري-الاشتراكي مدركًا للخيار الذي اتخذه وأظهر نفسه في نفس المرسوم الذي أصدرته حكومة بأنه ذو صلاحيات كاملة (وفقًا للنظام الأساسي القانوني للحكومة المؤقتة التي أصدرتها في اليوم التالي من تولى السلطة) ثم أنشأ الغرفة السادسة للقضاء العسكري في المحكمة العليا (التي تولت صلاحيات المجلس الأعلى للحرب والبحرية) مكونة من أربعة قضاة عسكريين ومدنيين اثنين فقط. نظرًا لغالبية العسكريين، حلت هذه المحكمة في المحكمة العليا تنازع الاختصاص بين المحاكم العادية والمحاكم العسكرية لصالح الأخيرة (حتى يوليو 1934 كانت هي الدائرة المختصة لحل هذه النزاعات، ثم انتقلت بعد ذلك إلى القاعة الثانية الجنائية، التي تتكون من حكام من المهنة القضائية).

## قوانين الإصلاح الزراعي
ظهرت إحدى أكثر المشاكل إلحاحًا في ربيع 1931 التي اجبرت الحكومة المؤقتة إلى الإسراع بحلها، وهو الوضع الخطير ومعاناة العمال اليومية خاصة في الأندلس وإكستريمادورا، حيث تخطى عددهم في الشتاء الماضي 100,000 عاطل عن العمل، وأدت التجاوزات في توظيفهم وأجورهم المنخفضة إلى إبقائهم في حالة من البؤس. فأقرت المادة 5 من الوضع القانوني للحكومة المؤقتة بالحق في ملكية الأراضي، بشرط أن يستجيب القانون الزراعي للاداء الاجتماعي نحو الأرض بسبب التخلي الكامل الذي عاشت فيه المجاميع الضخمة من الفلاحين الإسبان، فقلة الاهتمام بالاقتصاد الزراعي في البلاد، وعدم توافق القانون الذي يأمر به مع المبادئ التي يجب أن تنفخ الروح بالفلاحين ويجب أن تكون الملهمة للتشريعات الحالية.
لتخفيف معاناة العمال في جنوب إسبانيا، وافقت الحكومة المؤقتة بناءً على اقتراح وزير العمل لارجو كاباليرو وهي سبعة مراسيم زراعية، فكان لها تأثير هائل:
- مرسوم شروط البلدية المؤرخ 20 أبريل 1931:«لعلاج أزمة العمل واحلال العمال الذين يعانون من بطالة شديدة». ذكرت المادة 1:«في جميع الأعمال الزراعية يلزم أرباب العمل بتوظيف فلاحين ويفضل أن يكونوا جيرانًا للبلدة التي يتعين العمل بها». فهذا المرسوم الذي عارضه المالكون بشدة سمح للنقابات بتحكم أفضل في سوق العمل (عن طريق منع توظيف العمال الأجانب من الخارج)، لكن تطبيقه كان معقدًا للغاية وتسبب في مظالم مقارنة بين مناطق الأعلى والأقل في بطالة الزراعة[61]
- مرسوم الإخلاء (أو تمديد عقود الإيجار الريفي) بتاريخ 29 أبريل: الذي يحظر سحب الأراضي من المستأجرين الذين دفعوا إيجارهم السنوي بحيث لايتجاوز 1500 بيزيتا، ولحقه مرسوم آخر يعطي الحق بمراجعة الإيجارات المسيئة.
- مرسوم تنظيم هيئات المحلفين المختلطة بتاريخ 7 مايو:«يتعلق بتنظيم كيانات مشكلة ديمقراطيا للمكونات الزراعية المختلفة ... لتنظيم مصالحها المشتركة». حدد المرسوم ثلاثة أنواع. إلا أن التي كانت لها أعلى نسبة هي لجان العمل الريفية المختلطة، التي عينها أرباب العمل والعمال لتنظيم ظروف العمل الزراعي (6 أرباب عمل و6 عمال وسكرتير واحد تعينه وزارة العمل). وهيئات المحلفين هي التي حددت رواتب الريف الزراعي، حيث نالوا زيادة كبيرة في الأجور: من 3,5 بيسيتا إلى 5 بيزيتا يوميا. أدمج قانون 27 نوفمبر 1931 هيئات المحلفين الزراعية المختلطة في النظام العام لتكون هيئات للوساطة العمالية واتفاقات المفاوضة الجماعية.
- مرسوم اجبار العمل الصادر في 7 مايو، والذي صدر لمنع الملاك الزراعيين المرعوبين من تغيير الأوضاع السياسية، أو يريدون مقاطعة النظام الجمهوري الجديد بالتخلي عن زراعة أراضيهم وفقًا «للاستخدامات أو العادات المحلية» (التي تركت هامشًا واسعًا من السلطة التقديرية للتفسير والتي أوكلت مهمته إلى بعض اللجان البلدية لأصحاب العمل والعمال). إذا حدث ذلك يمكن إعطاء تلك الأراضي للفلاحين للزراعة المباشرة.
- مرسوم جمعيات العمال الزراعيين المؤرخ 20 مايو. والذي سمح لهم باستئجار جماعي مباشر للمزارع التي لم يزرعها أصحابها، وذلك بهدف مزدوج هو إصلاح التوقف الدوري في عمل عمال الريف، وتجنب التطفل من الوسطاء في نظام التأجير الفرعي الذي لايطاق وغير الأخلاقي، مما يرضي قبل كل شيء الرغبة التي يشعر بها سكان الريف تجاه الأرض".
- المرسوم الصادر في 17 يونيو بشأن التأمين ضد حوادث العمل في الاستزراع في البيئة الزراعية ن وقد كان التأمين موجود فعليا في هذه الصناعة.[62]
- مرسوم في 1 يوليو حدد يوم العمل ب 8 ساعات للعمال اليومية، مما يعني أن بقية ساعات العمل في اليوم يجب أن تدفع براتب أعلى. مما وضع حدًا لنظام «من الشروق إلى الغروب» التي كانت سائدة في الريف الإسباني حتى ذلك الوقت والتي كان فيها الأجر واحد. وذكرت المادة 24 من هذا المرسوم:«المادة 24. تكون مهام البذر والجمع ونقل البذور والحصاد في أوقاتها الخاصة بها، وكذلك أعمال رش المبيدات في المحاصيل الزراعية في الحقول. في حالة صعوبة استخدام المزيد من الأيدي العاملة، للوكالات المشتركة الحق بتمديد اليوم القانوني لمدة أقصاها 12 ساعة. تعتبر ساعات التجاوز عن 8 ساعات هي ساعات عمل إضافية ويتم دفعها حسب الاتفاق.»

### معارضة المُلّاك
واجه لارغو كاباليرو عند تطبيق قوانين الزراعة الجديد معارضة قوية من أصحابها الذين اعتمدوا على المجالس البلدية ذات التوجه الملكي وإلى اللجوء إلى الحرس المدني لمواجهة ممثلي وكوادر الاتحاد الوطني للعمال الأرض (FNTT) لـ UGT وبيوت الشعب الاشتراكية، والتي كانت بمثابة مقر للعمال المنظمين إليها من مختلف المناطق. وهكذا فقد أثارت الأسابيع الأولى من عمر الجمهورية حتما أجواء معينة من حرب الطبقات في البلدات والقرى .
وأوضح المؤرخ سانتوس جوليا أن المعارضة الأكبر لأرباب العمل جرت في الريف، حيث وصلت المواجهات إلى مستويات من العنف أعلى بكثير مقارنة بالمدن:

## إصلاح لارغو كاباليرو للعمل-الاشتراكي

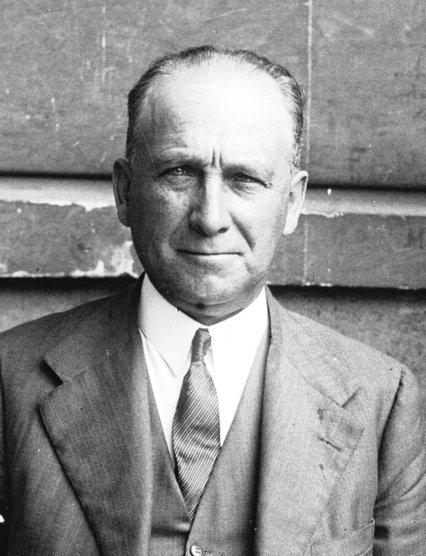
فرانسيسكو لارغو كاباليرو

كان مشروع وزير العمل الاشتراكي فرانسيسكو لارجو كاباليرو زعيم اتحاد العمال العام (UGT) هو إنشاء إطار قانوني لتنظيم علاقات العمل [الإنجليزية] وتعزيز قوة النقابات والاتحادات، لا سيما اتحاد نقابة العمال في التفاوض على عقود العمل وفي رصد الامتثال. كان هدفه النهائي هو خلق المشروع الديمقراطي الاشتراكي الذي هدف إلى "منح العمال من خلال نقاباتهم إمكانية زيادة سيطرتهم التدريجية على الشركات، وبالتالي على النظام الاقتصادي كله والعلاقات الطبقية. باختصار كان مشروعًا وفقًا للإلهام الماركسي للاشتراكية الإسبانية، لايتخلى عن التحول الثوري للمجتمع، ولكنه يسعى إلى تحقيقه بالأساس من خلال القنوات الإصلاحية. نموذج النقابة القادر على الحصول على مثل هذه النتيجة لايمكن أن يكون معاكس للنموذج الذي تجسده اتحاد العمال العام (UGT)."
كان الجزءان الأساسيان من المشروع هما قانون عقود العمل وقانون هيئة المحلفين المختلطة (ثالثًا قانون تدخل العمالة في إدارة الصناعة، والذي كان من المفترض أن يكون الجزء الأساسي، ولكنه لم ير النور). أما القوانين التي أصدرت تحت رئاسة مانويل أثانيا فكانت:
- قانون عقود العمل المؤرخ 21 نوفمبر 1931، الذي نظم الاتفاقات الجماعية (التي تفاوض عليها ممثلو أصحاب العمل والنقابات لفترات لاتقل عن سنتين وملزمة للطرفين) وتملي الشروط تعليق وإنهاء العقود. كما أنشأت لأول مرة الحق في الإجازات مدفوعة الأجر (7 أيام في السنة) وحماية حق الإضراب الذي في ظل ظروف معينة لا يمكن أن يكون سبباً للفصل.[65]
- قانون هيئات المحلفين المختلطة بتاريخ 27 نوفمبر 1931، الذي وسع نظام هيئات المحلفين المختلطة (تمت الموافقة عليه في مايو للقطاع الزراعي) ليشمل الصناعة والخدمات. ومهمته الأساسية هي إصلاح التنظيم النقابوية لدكتاتورية بريمو دي ريفيرا، الذي وسع من صلاحيات اللجان المشتركة (التي ساهم فيها اتحاد العمال العام نيابة عن العمال). ولم تتغير مكوناته، ممثلو رجال الأعمال الذين انتخبتهم رابطة أرباب العمل وممثلي العمال الذين تمثلهم النقابات، بالإضافة إلى مسؤول من وزارة العمل الذي هو رئيس لجنة التحكيم المختلطة. وتتمثل مهمتها أيضًا في: التوسط في المنازعات العمالية من خلال إنشاء رأي توفيقي في كل حالة، والتي إذا رفضها أحد الطرفين يمكن لهيئة المحلفين أن تحيلها إلى مجلس العمل الأعلى الذي كان آخر هيئة وساطة.[65]

كما قدمت وزارة العمل في عهد لارجو كاباليرو دفعة كبيرة للتأمين الاجتماعي من خلال توسيع التأمين الإلزامي للعمال عند التقاعد من ثلاثة ملايين ونصف عامل إلى خمسة ملايين ونصف. أيضا بموجب مرسوم 26 مايو 1931 أنشأ تأمين الأمومة.

### معارضة الاتحاد الوطني للعمل
كان الاشتراكيون يأملون في أن تؤدي جميع التدابير التي وافقوا عليها، خاصة في آليات التحكم في المنازعات العمالية والتحكيم فيها إلى تقليل الإضرابات وتحقيق سلام اجتماعي معين، لكن السلام الاجتماعي لم يحدث بسبب حدوث الركود الاقتصادي، وخاصة بسبب رفض الاتحاد الوطني للعمل (CNT) استخدام الآليات الرسمية للتوفيق، والتي حددوها مع نقابوية دكتاتورية بريمو دي ريفيرا، والتي ترجمت إلى ميل واضح إلى إضراب سياسي.
إن ما أطلقه لارجو كاباليرو من وزارة العمل كان نوعًا من نظام الشركات العمالي الذي تم فيه تعزيز وظائف UGT في التفاوض والتحكم في عقود العمل. أعطى ذلك الاتحاد الاشتراكي سيطرة معينة على عرض العمل، سلعة نادرة في وقت الكساد الاقتصادي. لهذا السبب عارضت CNT بشكل جذري قانون عقود العمل وهيئة المحلفين المختلطة وبدأت إجراءات للتحرك المباشر للحصول على وسائل أخرى لاحتكار التفاوض العمالي.

### معارضة أصحاب العمل
وأيضا عارض أرباب العمل إصلاحات لارجو كاباليرو في العمل الاجتماعي لأنهم اعتادوا على فرض قانونهم، ولم يكونوا مستعدين لقبول قرارات هيئات المحلفين المختلطة عندما كانوا مستفيدين من العمال. رغم أن رؤساء الصناعة والتجارة في البداية قبلوا هيئات المحلفين المختلطة بالاستسلام حيث لم يكن لديهم خيار سوى الاعتراف بزيادة الأجور والتحسينات في ظروف العمل التي تشكلت في هيئة المحلفين، إلا أنهم سرعان ما بدأوا في التعبئة.

## قائمة المراجع
- Álvarez Tardío، Manuel (2002). Anticlericalismo y libertad de conciencia. Política y religión en la Segunda República Española. Madrid: Centro de Estudios Políticos y Constitucionales. ISBN:84-259-1202-4. {{استشهاد بكتاب}}: الوسيط غير المعروف |enlaceautor= تم تجاهله يقترح استخدام |author-link= (مساعدة)
- Ballbé، Manuel (1983). Orden público y militarismo en la España constitucional (1812-1983). Madrid: Alianza Editorial. ص. 318. ISBN:84-206-2378-4.
- Casanova، Julián (2007). República y Guerra Civil. Vol. 8 de la Historia de España, dirigida por Josep Fontana y Ramón Villares. Barcelona: Crítica/Marcial Pons. ISBN:978-84-8432-878-0. {{استشهاد بكتاب}}: الوسيط غير المعروف |enlaceautor= تم تجاهله يقترح استخدام |author-link= (مساعدة)
- De la Cueva Merino، Julio (1998). Emilio La Parra López y Manuel Suárez Cortina (المحرر). El anticlericalismo español contemporáneo. Madrid: Biblioteca Nueva. ISBN:84-7030-532-8. {{استشهاد بكتاب}}: الوسيط غير المعروف |capítulo= تم تجاهله (مساعدة) والوسيط غير المعروف |enlaceautor= تم تجاهله يقترح استخدام |author-link= (مساعدة)
- De la Granja، José Luis؛ Beramendi، Justo؛ Anguera، Pere (2001). "La España de los nacionalismos y las autonomías". Madrid: Síntesis: 125. ISBN:84-7738-918-7. {{استشهاد بدورية محكمة}}: الاستشهاد بدورية محكمة يطلب |دورية محكمة= (مساعدة)، الوسيط غير المعروف |enlaceautor2= تم تجاهله (مساعدة)، الوسيط غير المعروف |enlaceautor3= تم تجاهله (مساعدة)، والوسيط غير المعروف |enlaceautor= تم تجاهله يقترح استخدام |author-link= (مساعدة)
- Julio، Gil Pecharromán (1997). La Segunda República. Esperanzas y frustraciones. Madrid: Historia 16. ISBN:84-7679-319-7. {{استشهاد بكتاب}}: الوسيط غير المعروف |enlaceautor= تم تجاهله يقترح استخدام |author-link= (مساعدة)
- Jackson، Gabriel (1976). La República Española y la Guerra Civil, 1931-1939. Barcelona: Crítica. ISBN:84-7423-006-3. {{استشهاد بكتاب}}: الوسيط غير المعروف |edición= تم تجاهله (مساعدة) والوسيط غير المعروف |enlaceautor= تم تجاهله يقترح استخدام |author-link= (مساعدة)
- Juliá، Santos (2009). La Constitución de 1931. Madrid: Iustel. ISBN:978-84-9890-083-5. {{استشهاد بكتاب}}: الوسيط غير المعروف |enlaceautor= تم تجاهله يقترح استخدام |author-link= (مساعدة)
- Juliá، Santos (1999). Un siglo de España. Política y sociedad. Madrid: Marcial Pons. ISBN:84-9537903-1. {{استشهاد بكتاب}}: الوسيط غير المعروف |enlaceautor= تم تجاهله يقترح استخدام |author-link= (مساعدة)

## وصلات خارجية
- جريدة خاصة "Público" في ذكرى مرور 80 عامًا على الجمهورية الإسبانية الثانية.

| سبقه ديكتاتورية داماسو بيرنجير | حقب التاريخ الإسباني الجمهورية الإسبانية الثانية 1939-1931 | تبعه أول سنتين من الجمهورية الإسبانية الثانية |